# イェンス・ガイザー
イェンス・ガイザー（Jens Gaiser、1978年8月15日 - ）は、ドイツ、バーデン＝ヴュルテンベルク州フロイデンシュタット郡バイエルシュブロンBaiersbronn出身の元ノルディック複合選手。

## プロフィール
2002年のソルトレイクシティオリンピックでは個人スプリント19位。
2006年トリノオリンピックでは団体で銀メダル獲得に貢献した。
ノルディックスキー世界選手権では1999年に個人スプリントで31位になっている。
ノルディック複合・ワールドカップでは2001年12月1日にリレハンメルでのグンダーセンで4位となったのが最高位、総合では2005/06シーズンに15位となったのが最高位である。